# 黄桷湾立交
黄桷湾立交，也称为盘龙立交，是位於中華人民共和國重慶市南岸區的一座互通立交，於2009年動工、 2016年3月11日启用，黃桷灣立交被稱為重慶市主城最大、功能最強大的「樞紐型」立交，是重慶市級重點工程之一。

## 簡介與設施
黄桷湾立交桥有五层结构、15条匝道，主線設計為雙向四車道，線車行為60公里/小時、匝道為40公里/小時；由於匝道眾多、結構複雜，黃桷灣高架橋也被喻為重慶主城最大、最複雜的樞紐型高架橋。
黄桷湾立交连接3条快速路、1条低等级路，共8个方向。其中，3条快速路分别是重庆内环快速公路、三横线、重庆机场专用快速路；8个方向分别是广阳岛、江北国际机场(寸滩大桥)、涂山镇、大佛寺大桥、朝天门大桥、弹子石、四公里、茶园。